# Lapte
Lapte es una comuna francesa situada en el departamento de Alto Loira, en la región Auvernia-Ródano-Alpes.

## Demografía
| 1298 | 1260 | 1274 | 1163 | 1107 | 1253 | 1721 |
| Para los censos de 1962 a 1999 la población legal corresponde a la población sin duplicidades (Fuente: INSEE [Consultar]) |      |      |      |      |      |      |